# وزارة جمال عبد الناصر الثامنة
وزارة الرئيس جمال عبد الناصر الثامنة هي الوزارة الواحدة والثمانون في تاريخ مصر وتشكلت في 18 أكتوبر 1961. وهو التشكيل الوزاري الأول بعد انفصال مصر وسوريا.:55:56

## أعضاء الحكومة
| الوزارة                           | الوزير               |
| --------------------------------- | -------------------- |
| رئيس مجلس الوزراء                 | جمال عبد الناصر      |
| الحربية                           | عبد الحكيم عامر      |
| الداخلية                          | زكريا محيي الدين     |
| الخارجية                          | محمود فوزي           |
| الخزانة والتخطيط                  | عبد اللطيف البغدادي  |
| الاقتصاد                          | عبد المنعم القيسوني  |
| الأوقاف والشئون الاجتماعية        | حسين الشافعي         |
| الإدارة المحلية والإسكان والمرافق | كمال الدين حسين      |
| الأشغال                           | أحمد عبده الشرباصي   |
| التموين                           | كمال رمزي إستينو     |
| الصناعة                           | عزيز صدقي            |
| المواصلات                         | مصطفى خليل           |
| شئون رئاسة الجمهورية              | علي صبري             |
| العمل                             | كمال الدين رفعت      |
| الثقافة والإرشاد القومي           | ثروت عكاشة           |
| السد العالي                       | موسى عرفة            |
| الإصلاح الزراعي وإصلاح الأراضي    | عبد المحسن أبو النور |
| التربية والتعليم                  | السيد محمد يوسف      |
| البحث العلمي                      | صلاح الدين هدايت     |
| التعليم العالي                    | عبد العزيز السيد     |
| العدل                             | فتحي الشرقاوي        |
| الزراعة                           | محمد نجيب حشاد       |
| الصحة                             | محمد النبوي المهندس  |
| الدولة للتخطيط                    | أحمد علي فرج         |
| الدولة                            | عباس رضوان           |
| الدولة                            | محمد عبد القادر حاتم |

## تعديلات
- في 9 نوفمبر 1961 تولى حسين الشافعي مسئولية وزير شئون الأزهر